# August Hecker
August Hecker (16. února 1871 Krásná Lípa – 11. srpna 1936 Smržovka) byl československý politik německé národnosti a meziválečný senátor Národního shromáždění za Německou sociálně demokratickou stranu dělnickou v ČSR (DSAP).

## Biografie
Pocházel z tkalcovské rodiny. Prožil chudé dětství a od raného mládí se zapojil do dělnického hnutí (rakouská sociální demokracie). V letech 1898–1903 byl redaktorem listu Volksstimme ve Varnsdorfu. V roce 1899 vedl jednu ze stávek textilních dělníků. Vedl dělnický dům v Starých Křečanech. V letech 1913–1919 byl oblastním tajemníkem Svazu textilních dělníků v Aši. Po vzniku Československa byl krajským tajemníkem v Liberci. Profesí byl k roku 1920 úředníkem organizace v Liberci.
V parlamentních volbách v roce 1920 získal za Německou sociálně demokratickou stranu dělnickou v ČSR (DSAP) senátorské křeslo v Národním shromáždění, kde zasedal do roku 1925.
Dlouhodobě působil i v komunální politice. Členem libereckého obecního zastupitelstva byl od roku 1923, v městské radě zasedal od roku 1925. Byl rovněž členem finanční komise a správního výboru veřejné rodinné školy. Mandát zastupitele získal i v roce 1929 a 29. července 1929 se stal 2. náměstkem starosty. Nekrolog v Reichenberger Zeitung ocenil jeho nadstranické vystupování. V roce 1931 se uvádí jako náměstek starosty Liberce a vedoucí krajského družstevního sekretariátu v Liberci. V dubnu 1933 rezignoval na funkci náměstka starosty i na členství v obecních výborech, protože se přestěhoval do Smržovky a lékaři mu zakázali namáhavější činnost.
Zemřel v srpnu 1936 ve Smržovce. Pohřeb byl naplánován na 15. srpen 1936 po převozu těla do Liberce.